# بوژنا والتر
بوژنا والتر (لهستانی: Bożena Walter؛ زادهٔ ۲۲ سپتامبر ۱۹۳۸) بازیگر اهل لهستان است.
از فیلم‌ها یا مجموعه‌های تلویزیونی که وی در آن‌ها نقش داشته‌است، می‌توان به صفر-هفت، به‌گوشم اشاره نمود.